# Castelo Mains (South Lanarkshire)

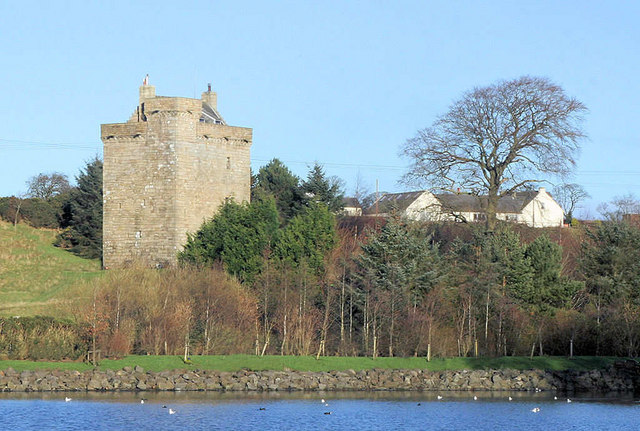
Castelo Mains, Escócia

O Castelo Mains (em inglês:  Mains Castle) é um castelo localizado em East Kilbride, South Lanarkshire, Escócia.

## História
As terras de Kilbride foram originalmente propriedade de uma família normanda de Valonis; as quintas das redondezas de East e West Rogerton tiveram esse nome derivado a Roger de Valonis.
No século XIII, Isabella de Valonis casou com David Comyn; a propriedade juntamente com o Castelo Kilbride fizeram parte do seu dote. Um descendente de Isabella e David foi um chamado 'Red Comyn', que foi assassinado por Roberto I e seus seguidores. Como punição para a sua traição, Roberto I apoderou-se das terras que mais tarde passaram para as mãos de Walter Stewart, que casou-se com a princesa Marjorie Bruce, filha de Bruce.
Em 1382, Roberto II concedeu terras a John Lindsay de Dunrod, como recompensa pela sua lealdade que os seus antepassados tiveram com Roberto I. A família Lindsay mudou-se então da sua antiga propriedade para o Castelo Kilbride.
O castelo manteve-se na família Lindsay até 1619, quando Alexander Lindsay um lorde tirano ficou falido e vendeu o castelo aos Stuart de Castlemilk. Em 1723, os Stuart removeram o teto para que a pedra pudesse ser utilizada na construção da Torrance House. O brasão de armas que estava por cima da porta de entrada foi removida e levada para Torrance House em cerca de 1750.
O castelo manteve-se sem teto e foi-se gradualmente deteriorando até meados de 1880, quando foi judicialmente decidido restaurá-lo, contudo pouco foi feito e durante uma tempestade, mais um bocado do castelo caíu e não foi restaurado até 1976. O processo de restauração ganhou dois prémios Saltire: um pelo melhor projeto de restauração e outro pela excelência da restauração.
Atualmente a propriedade é privada. Durante a década de 90 do século XX, as terras circundantes foram transformadas no James Hamilton Heritage Park e o lago, que tinha sido drenado para uso da agricultura, foi recuperado.
De acordo com as lendas locais, a rainha Maria Stuart, passou uma noite no local, no caminho para a Batalha de Langside.
A sua data de construção é provavelmente do final do século XV ou início do século XVI.
Encontra-se classificado na categoria "A" do "listed building" desde 15 de março de 1963.